# India Today
India Today és una revista setmanal de notícies índia en anglès publicada per Living Media India Limited. Fundada el 1975, és la revista de més difusió a l'Índia, amb un públic proper als 8 milions. El 2014, India Today va llançar un nou lloc en línia orientat a l'opinió anomenat DailyO. Té la seva seu a Noida, a l'estat indi d'Uttar Pradesh.